# Fernández Feo
Fernández Feo é um município da Venezuela localizado no estado de Táchira.
A capital do município é a cidade de San Rafael del Piñal.